# Sainte-Marie (Ardenas)
Sainte-Marie é uma comuna francesa na região administrativa de Grande Leste, no departamento das Ardenas. Estende-se por uma área de 5,57 km². Em 2010 a comuna tinha 84 habitantes (densidade: 15,1 hab./km²).